# 苫鵡站
苫鵡站（日语：／ Tomamu eki */?，JR北海道在中譯資料中直接採羅馬拼音「Tomamu」稱呼本站），位於日本北海道勇拂郡占冠村字中苫鵡，是北海道旅客鐵道（JR北海道）石勝線上的車站，車站編號為K22。站名「苫鵡」來源於愛奴語的「tomam」，意思為「濕地」。車站標高538m，是北海道境內有辦理客運業務的車站中地勢最高的。
於本站進出的乘客大多是前來觀光旅館、滑雪場等設施的旅客，因此雖然不是個主要車站，但卻是特急列車停車站。在整日的班表中所有的「大空」、「十勝」都會停靠本站。
站名採用全片假名的寫法，是日本鐵路車站中罕見的做法，一方面是因為對應的漢字「苫鵡」於日本屬於「罕用漢字」，而且其名稱來自愛奴語，習慣上都會採用片假名的標示方式來處理。JR北海道於另一個車站「新雪谷」亦採用相同的處理方法。

## 特殊營運狀況
由於「新夕張 - 新得」區間並沒有普通列車行駛，因此由本站來往新夕張、占冠與新得等站的旅客，並不需額外付特急車資就可搭乘特急列車的自由席，是少見的特例。但此特例只適用於上車和下車站兩者都位於該指定區間內的車站的旅次，即新夕張、占冠、苫鵡或新得等車站。搭乘特急列車跨越此區間，或由區間內的車站搭車往返區間外都不適用特例票價，繳付的車資需包含此區間內的特急車資。

## 車站構造
雖然目前是個由新夕張管理的無人車站，但苫鵡當初設站時原是個有站員駐守的車站，因此站內可以見到已經上鎖緊閉的售票窗口等設施。儘管站內無人看守，但在緊鄰車站的星野TOMAMU度假村（舊名「苫鵡Alpha度假區」）內的服務中心裡卻設有功能等同於綠窗口的旅行中心（Travel Center，JR北海道對於所有不設在車站內的「星光廣場」（Twinkle Plaza）所使用的命名），並由新夕張方面派遣站員入駐。

### 月台配置
擁有相對式側式月台2個，共提供2面2線配置。月台間有行人天橋連接。由於月台有效長度不足，特急列車加掛車廂後超過四節時，前進方向的第四節車輛以後的車門將不會開啟。
| 月台 | 路線    | 方向 | 目的地                   | 備註               |
| ---- | ------- | ---- | ------------------------ | ------------------ |
| 1    | ■石勝線 | 上行 | 新夕張、南千歲、札幌方向 | 只提供特急列車服務 |
| 2    | ■石勝線 | 下行 | 新得、帶廣、釧路方向     | 只提供特急列車服務 |

## 車站周邊
附近有許多的觀光旅館和旅社。
- 星野TOMAMU度假村（日语：星野リゾート トマム）
- 北海道道136號夕張新得線（日语：北海道道136号夕張新得線）
- CLUB MED トマム 北海道
- 道東自動車道苫鵡交流道
- 占冠村公所苫鵡分所
- 膽振苫鵡簡易郵局
- 占冠村立苫鵡小、中學
- 占冠村營巴士「苫鵡站前」公車站

## 歷史
- 1981年10月1日：配合石勝線通車同時設站啟用，當時站名原稱石勝高原。只有辦理客運業務。
- 1987年：
  - 2月1日：改稱為苫鵡（トマム），而鄰近的苫鵡號誌站（トマム信号場）則改稱為幌加號誌站（ホロカ信号場）。
  - 4月1日：國鐵分割民營化後成為JR北海道轄下的車站。
- 1991年（平成3年）12月10日：於渡假酒店的資訊中心內開設「苫鵡旅客服務中心」。
- 2015年（平成27年）9月30日：從這天開始「苫鵡旅客服務中心」停止營運，車站完全無人化。
- 2019年（平成31年）3月16日：時刻表修改，原本僅在冬季才停靠本站的「超級大空4號→大空4號」列車改為全年停靠，因此所有班次列車均有停靠[2]。

## 相鄰車站
北海道旅客鐵道（JR北海道）
■石勝線
特急「大空」、「十勝」
占冠（K21）－（東占冠信號場）－（瀧之澤信號場）－（幌加信號場）－苫鵡（K22）－（串內信號場）－（上落合信號場）－（新狩勝信號場）－（廣內信號場）－（西新得信號場）－新得（K23）

## 外部連結
- （日語）全驛參觀之旅 （页面存档备份，存于）